# Juan Pedro Ramírez López
Juan Pedro Ramírez López, conegut com a Juanpe, (Las Palmas de Gran Canaria, 30 d'abril de 1991) és un futbolista professional canari, que juga en la posició de defensa central al Club Atlético de San Luis.

## Trajectòria
Juanpe arriba procedent del Doramas amb 14 anys com a cadet al planter de la Unión Deportiva Las Palmas. La temporada 2008/2009, sent juvenil, va debutar en el primer filial groc a Segona Divisió B, fins i tot va jugar diversos amistosos amb el primer equip. El debut oficial a Segona Divisió li va arribar a la penúltima jornada d'aquesta temporada contra el Rayo Vallecano, sortint des de la banqueta en un partit que va finalitzar 0-0. L'any següent va jugar tota la temporada al filial en el grup XII de la Tercera Divisió. La temporada 2010-2011, Juanpe es converteix en professional amb el primer equip. A meitat d'aquesta temporada se li va detectar una arrítmia benigna que el va mantenir fora de l'activitat fins al final de la temporada.
Després de quatre temporades al club canari va rescindir el seu contracte per fitxar, el 2013, pel Racing de Santander per una temporada amb opció a una altra.
En finalitzar la temporada, el 2014, fitxa pel Granada CF per a incorporar-se al seu filial, de la Segona Divisió B. No obstant, a finals d'agost el Granada CF decideix cedir-lo durant una temporada al seu club d'origen, el Racing de Santander.
Després del descens del Racing torna a Granada, per a, el 21 de juliol de 2015, ser cedit de nou, aquesta vegada al Reial Valladolid per una temporada.
El 7 de juliol de 2016 es desvincula del Granada per fitxar pel Girona FC, equip amb el qual jugà 34 partits en la temporada de l'ascens a la Primera Divisió per primer cop en la història de l'equip. Va debutar en la competició el 26 d'agost de 2017, entrant com a suplent als darrers minuts en comptes de Borja García en una victòria per 1 a 0 a casa contra el Màlaga CF.
El gener de 2018, després d'haver esdevingut durant la primera part de la temporada 2017-18 un dels homes bàsics per l'entrenador Pablo Machín, va renovar contracte amb el Girona fins al juny de 2022.
El juny de 2025, amb 34 anys, va deixar el club, després de 9 anys, (hi havia arribat l'estiu del 2016), essent el segon jugador amb més partits disputats amb la samarreta del Girona, amb 265. Va viure dos ascensos amb el club, i va arribar a disputar la Champions League.